# Giovanni Galeone
Giovanni Galeone (Nápoles, 25 de janeiro de 1941) é um ex-futebolista e ex-treinador de futebol italiano que atuava como meio-campista.

## Carreira de jogador
Em 17 anos de carreira como jogador, Galeone teve mais destaque atuando pela Udinese, onde atuou em 153 partidas e marcou 16 gols entre 1966 e 1974, quando se aposentou dos gramados. Também vestiu as camisas de Ponziana, Simmenthal-Monza, Arezzo, Avellino, Vis Sauro Pesaro, Nuorese, Entella e Monfalcone

## Carreira de treinador
Depois da aposentadoria, permaneceu na Udinese como auxiliar-técnico de Sergio Manente na temporada 1974–75. Sua primeira experiência como treinador foi no Pordenone, na Série D italiana de 1975–76. Comandou também Adriese, Cremonese, Sangiovannese e Grosseto até 1981, quando voltou à Udinese para treinar as categorias de base.
Após 3 temporadas comandando a SPAL (1983 a 1986), Galeone teve a primeira de suas 3 passagens no Pescara, sucedendo Enrico Catuzzi. Pegando um time que disputaria inicialmente a terceira divisão após terminar a Série B de 1985–86 na 17ª posição (um escândalo de resultados chamado Totonero 1986 ou Totonero-bis que envolveria o Palermo, que havia ficado à frente do Pescara e terminou entrando em falência após a punição) e estava sem recursos, o treinador levou os Delfini ao título da segunda divisão, tendo o então meio-campista Gian Piero Gasperini como capitão. Ele ainda comandaria o Pescara entre 1990 e 1993 e 1999 a 2001, além de treinar Como, Udinese, Perugia, Napoli e Ancona.
Em março de 2006, Galeone teve sua terceira e última passagem como técnico da Udinese, substituindo a dupla formada pelo ex-zagueiro argentino Roberto Néstor Sensini e por Loris Dominissini (falecido em 2020), demitida após uma sequência de maus resultados que deixaram os Friulani próximos da zona de rebaixamento da Série A, além de serem eliminados pelo Levski Sofia na Copa da UEFA, sendo ainda o treinador mais velho do campeonato, aos 65 anos. Permaneceria até janeiro de 2007, quando uma derrota por 2 a 0 frente ao Palermo causou sua saída - o mau relacionamento com o presidente da Udinese, Giampaolo Pozzo, foi um dos fatores decisivos para a demissão. Para seu lugar, foi contratado Alberto Malesani.
A última experiência de Galeone foi como consultor-técnico no Pescara, em 2007, mas deixou o cargo um mês depois. Em 2013, o clube ainda chegou a oferecer um contrato para assumir pela quarta vez, mas ele recusou a proposta e encerrou sua carreira no futebol.

## Títulos
Pescara
- Série B: 1986–87